# Henrik Prebensen Gyldenstierne
Henrik Gyldenstierne (født 5. april 1594 på Vosborg, død 7. september 1669 på Skovsbo) var en dansk lensmand, godsejer og landkommissær.
Henrik Gyldenstierne blev født i 1594 på herregården Vosborg som søn af rigsråd Preben Gyldenstierne (1548-1616) og Mette Hardenberg (1569-1629). Han studerede i udlandet: i 1607 i Tübingen, senere i Strasbourg og i 1613 i Padova. Efter han kom tilbage til Danmark, var han hofjunker fra 1616-1618. Han blev løjtnant i rostjenesten i 1620 og blev fændrik og kornet i 1624.
Han blev i 1625 udnævnt til landsdommer i Skåne og lensmand for Froste Herred, som traditionelt blev givet til den skånske landsdommer, samt Heine Kirke. Han blev i 1632 lensmand for Christianopel i Blekinge, og skiftede len til Varberg i Halland i 1633, men måtte afstå lenet til Iver Krabbe i 1636 efter en konflikt om en jordlod. Han blev aldrig lensmand igen og flyttede til sit gods Skovsbo på Fyn. Den fynske adel valgte ham landkommissær for Fyn i 1649.
Henrik Gyldenstierne søgte i 1652-1653 sammen med de fynske rigsråder at sabotere en planlagt reform af hæren og opnåede at få en særstilling for Fyn. Han var deputeret for adelen på stændermødet i København i 1660 hvor han argumenterede for skattefrihed for adelen.
Han ejede mange godser, som hovedsageligt lå på Fyn og i Skåne. På Fyn ejede på forskellige tidspunkter Skovsbo, Elvedgård, Broløkke (pantsat 1650 til Frederiksborg Skole) og Hvidkilde. I Skåne ejede han Svaneholm, Karsholm og Krogholm. Han ejede også han Valden i Halland indtil han i 1631 mageskiftede den med Hvidkilde og Boelsgård.
Henrik Gyldenstierne blev i 1618 gift med Lisbeth Podebusk (1597-1680), datter af Claus Podebusk til Korup (1562-1616) og Sophie Ulfstand (død 1625). Han døde på Skovsbo i 1669  og er begravet på Rynkeby Kirkegård.